# Тіссен Іван Іванович
Тіссен Іван Іванович (Іоганн Іоганович) (?-?) — гласний Катеринославської міської Думи, купець першої гільдії, комерційний радник, добродійник.

## Життєпис

### Тіссен у Катеринославі
У 1803 році родина Тіссенів переїхали до Катеринославу з Данцигу. У 1805 р. у центрі Катеринослава він придбав млин, а 1810 р. заснував новий, паровий млин.
Діти Іоганна Тіссена продовжили його справу. На млині працювало 50 чоловік, які щорічно давали 5,5 тисяч пудів борошна. Частину борошна Тіссен продавав у власній крамниці, яка знаходилася на вулиці Казанській (наразі вулиця Грушевського).

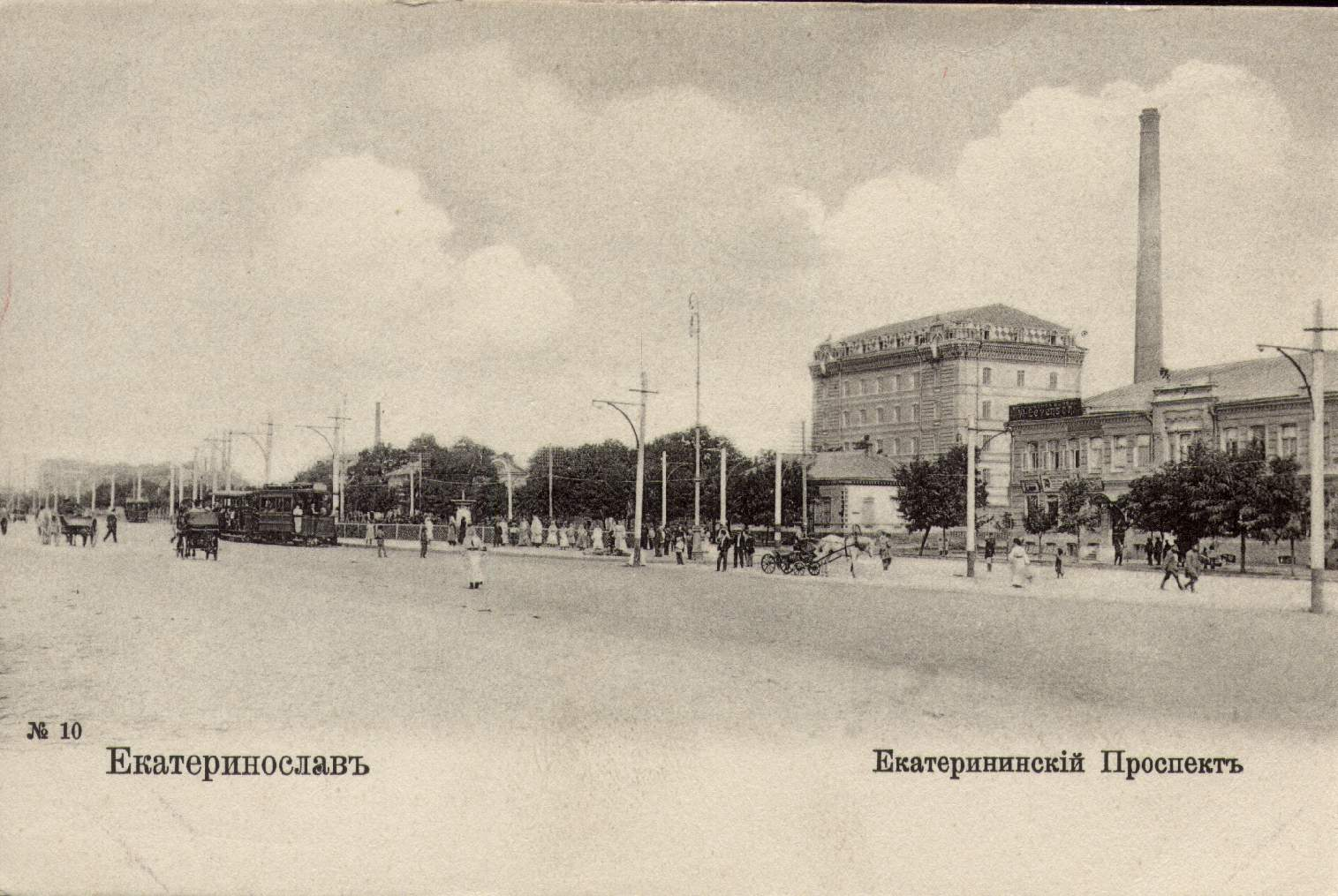
Млин родини Тіссенів у Катеринославі (тепер Дніпро)

Борошно було високої якості і у 1900 році його експонували під час проведення Всесвітньої виставки у Парижі. За свою якість борошно отримало перше місце і золоту медаль. Далі були виставки у Кишиневі (1903 рік) та Катеринославі (1910 рік).
З 1897 по 1917 рр. був гласним Катеринославської міської думи.
Займався благодійництвом та допомагав навчальним закладам Катеринослава. Під час різдвяних та пасхальних свят безкоштовно роздавав борошно незаможним катеринославцям.